# Jazz-Band

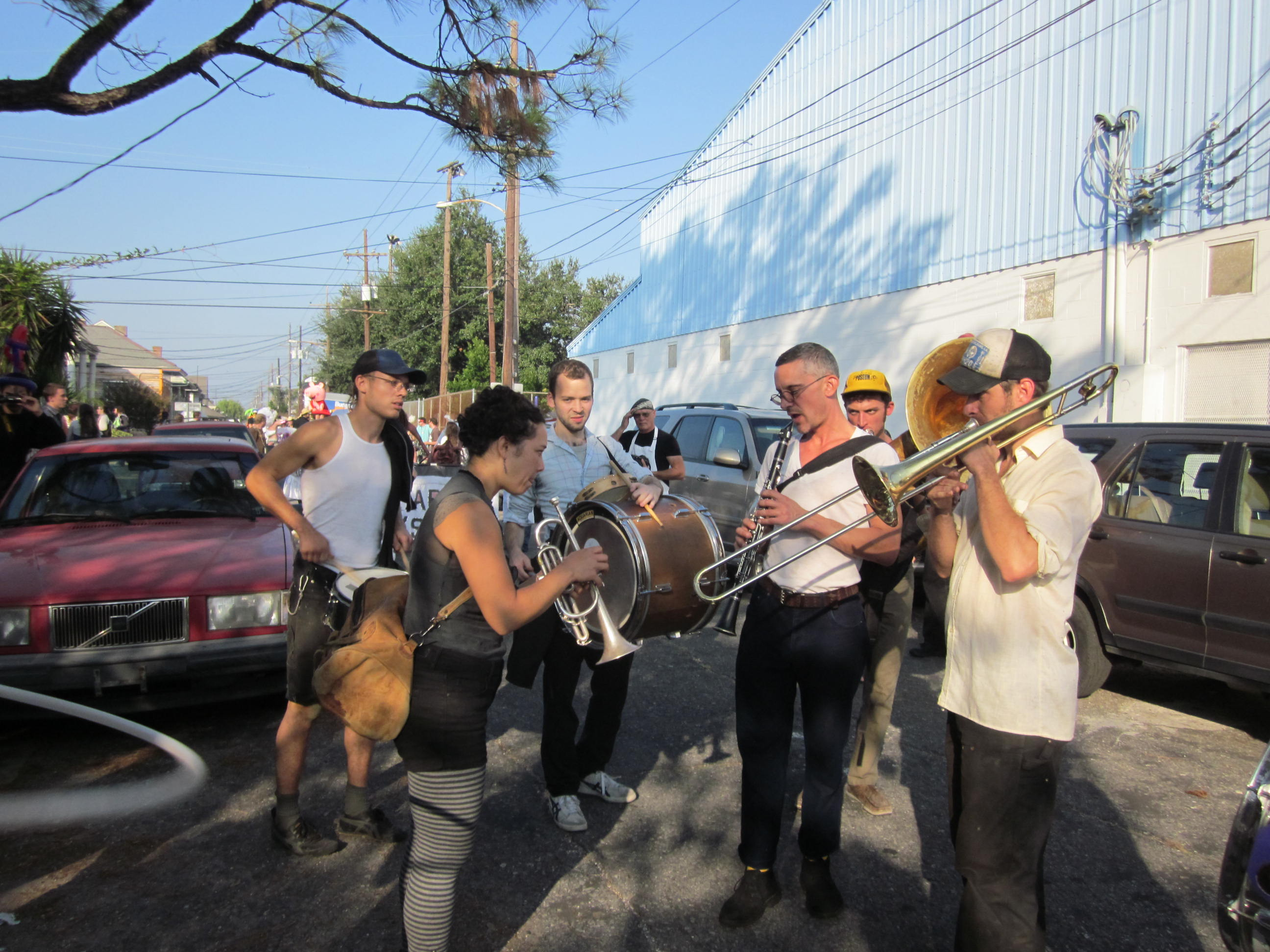
Típica Jazz-Band de Nova Orleans

Jazz-Band, designació anglesa d'una extravagant orquestra destinada principalment a executar les danses de societat nord-americanes conegudes amb els noms de fox-trot, ragtime, shimmy, etc.
Probablement originària de persones negres, en els seus principis solament degué constar d'instruments de percussió, simples indicadors del ritme en les animades danses de la gent de color.
En introduir-se el Jazz-Band en els dàncings, cabarets i restaurants de luxe, europeus i americans, lloc quasi exclusiu de la seva actuació, aparegueren associats als elements sonors primordials diversos instruments de corda (banjos, mandolines, saxofons, xiulets, cornetins, etc.), i encara utensilis casolans o agrícoles no destinats per cert a conjunts musicals, però que l'humorisme ianqui jutjà propicis per augmentar la jocunditat de la banda alegre i estrepitosa, que és el Jazz-Band.
Encara que jutjat des d'aquest punt de vista artístic verdaderament sever, no se li pot concedir categoria estètica, ja que no és sinó una a manera de grotesca paròdia de l'art anomenat diví, és indubtable que el 'Jazz-Band amb les seves endimoniades combinacions i ruptures de ritmes, el colorit sui generis de les seves interpretacions coreogràfiques i els cants i crits intercalades pels executants, entre els que solen figurar negres més o menys autèntics, és quelcom picant i en extrem pintoresc i suggestiu que explica si no justifica del tot, l'extraordinària popularitat adquirida per aquest successor mundà del decaigut art dels tzigans, a principis del segle XX predilecte de la gent de bon to.
El Jazz-Band feu la seva aparició als Estats Units poc abans de la Primera Guerra Mundial i s'estengué ràpidament afavorit pels balls de moda.